# Robo de Baker Street

Ruta que tomaron los ladrones hasta la bóveda.

El robo de Baker Street fue el robo de cajas de seguridad en la sucursal del Lloyds Bank en Baker Street en Londres, la noche del 11 de septiembre de 1971. Una pandilla cavó un túnel 40 pies (12,2 m) desde una tienda alquilada a dos puertas de distancia para subir por el suelo de la bóveda. Se desconoce el valor de la propiedad robada, pero es probable que haya oscilado entre £1,25 millones (£18796715 actualmente) y £3 millones (£45112116 actualmente); la policía sólo recuperó £ 231 000 (£3473633 actualmente).
El robo fue planeado por Anthony Gavin, un criminal de carrera, que se inspiró en «La liga de los pelirrojos», un cuento de Sherlock Holmes en el que los delincuentes hacen un túnel hacia la bóveda de un banco desde el sótano de una tienda cercana. Gavin y sus colegas alquilaron Le Sac, una tienda de artículos de cuero a dos puertas del banco, y abrieron túneles durante los fines de semana. Un miembro de la pandilla trazó el interior de la bóveda usando un paraguas y la extensión de sus brazos para medir las dimensiones y la ubicación de los muebles. Inicialmente, la pandilla intentó usar un gato para forzar un agujero en el piso de la bóveda y cuando esto falló, usaron una lanza térmica. Cuando esto tampoco funcionó, utilizaron gelignita para abrirse paso. Una vez dentro, vaciaron 268 cajas de seguridad. La pandilla había apostado un vigía en un tejado cercano, que estaba en contacto a través de un walkie-talkie, y Robert Rowlands, un entusiasta de la radioafición, escuchó accidentalmente sus transmisiones. Llamó a la policía, que al principio no lo tomó en serio, por lo que utilizó una pequeña grabadora para grabar las conversaciones de los ladrones. La segunda vez que se puso en contacto con la policía, aceptaron lo que estaba diciendo y comenzaron a buscar a los ladrones mientras se producía el robo. Registraron 750 bancos en un 8 millas (12,9 km) de radio, pero no logró localizar a la pandilla.
La policía encontró a los miembros de la pandilla poco después del robo; uno de los ladrones, Benjamin Wolfe, había firmado el contrato de arrendamiento de Le Sac bajo su propio nombre y los informantes proporcionaron información que condujo a Gavin. A finales de octubre de 1971, la policía arrestó a Wolfe, Gavin, Reg Tucker y Thomas Stephens. Continuaron buscando a otros miembros de la pandilla, incluida una mujer, durante cinco años, pero no se realizaron más arrestos. Gavin, Tucker y Stephens fueron condenados a doce años de prisión; Wolfe recibió una sentencia de ocho años, menos que los demás, ya que tenía unos 60 años.
Ha habido varios rumores relacionados con el robo, incluido uno de que el gobierno emitió un Aviso D para censurar a la prensa; que una de las cajas de seguridad contenía fotografías comprometedoras de la princesa Margarita y del actor y criminal John Bindon; y que se encontraron fotografías de un ministro del gabinete conservador abusando de niños. No hay pruebas que respalden estas afirmaciones y han sido ampliamente rechazadas. Algunos de los rumores inspiraron la historia de la película de 2008 The Bank Job. Muchos de los documentos relacionados con el robo permanecen bajo embargo en los Archivos Nacionales hasta enero de 2071.

## Antecedentes

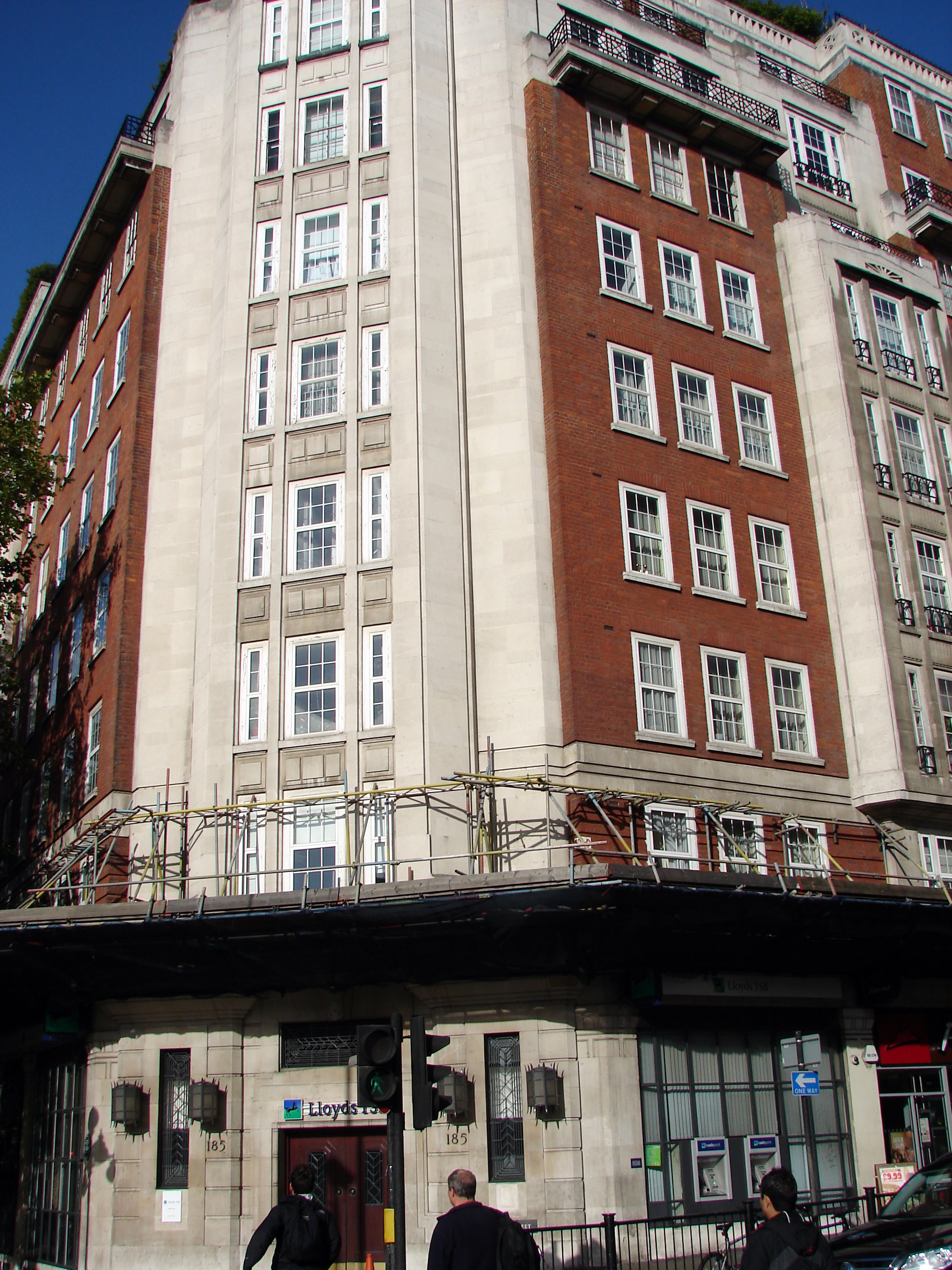
Lloyds Bank, 187 Baker Street.

En 1970 Anthony Gavin, un fotógrafo de 38 años del norte de Londres, comenzó a planificar el robo de la sucursal del Lloyds Bank en 187 Baker Street, en el distrito de Marylebone de la ciudad de Westminster, Londres. Su plan se inspiró en «La liga de los pelirrojos», una historia de Sherlock Holmes de 1891 en la que los delincuentes hacen un túnel hacia la bóveda de un banco desde el sótano de una tienda cercana. [lower-alpha 3] Gavin, exinstructor de entrenamiento físico del ejército con conexiones con varios criminales profesionales, es descrito por los periodistas Tom Pettifor y Nick Sommerlad como «una personalidad contundente ... [que] tenía propensión a ser físicamente amenazante». Según Paul Lashmar, jefe de periodismo de la Universidad de Sussex, Gavin era miembro de una pandilla encabezada por Brian Reader, quien también estuvo involucrado en el robo, [lower-alpha 4] aunque Reader niega firmemente haber tenido alguna participación en los acontecimientos de Baker Street.

## Preludio
Gavin le pidió a Reg Tucker, un vendedor de autos de segunda mano que no tenía antecedentes penales, que realizara un reconocimiento del banco. Tucker abrió una cuenta con 500 libras esterlinas en diciembre de 1970 y dos meses después alquiló una caja de seguridad en la sucursal; durante los siguientes meses visitó su caja trece veces. La práctica bancaria de la época era que el personal dejara a los clientes en privado mientras visitaban la bóveda. Tan pronto como Tucker estuviera solo, mediría la habitación usando la extensión de sus brazos y un paraguas que traía consigo; Lo ayudaron a obtener medidas exactas las baldosas del piso de tamaño regular, cada una de las cuales medía 9 pulgadas (22,9 cm) cuadrados. Dibujó un mapa de la habitación, señalando dónde estaban los armarios y la posición de los muebles. Thomas Stephens, otro vendedor de coches de segunda mano sin antecedentes penales, fue utilizado para adquirir las herramientas necesarias para el robo, incluida una lanza térmica y un gato de 100 toneladas; uno de los amigos de Reader, Bobby Mills, fue contratado como vigía. Para el trabajo trajeron a otras dos personas, una de las cuales era un experto en explosivos. Otro de los amigos de Gavin, Mickey «Skinny» Gervaise, un experto en alarmas antirrobo, subió a bordo, al igual que dos hombres que nunca han sido identificados: «Little Legs» y «TH». Lashmar informa que TH era un contacto del inspector detective Alec Eist, a quien describe como «por reputación, el oficial de [Scotland] Yard más corrupto de la década de 1950 a mediados de la de 1970». El periodista Duncan Campbell describe a Eist como «Uno de los oficiales corruptos más activos de los años cincuenta a los setenta». [lower-alpha 5]
En mayo de 1971, los propietarios de la tienda de artículos de cuero Le Sac en el 189 de Baker Street, dos puertas más abajo del banco, vendieron el contrato de arrendamiento del local por 10 000 libras esterlinas a Benjamin Wolfe, un vendedor de adornos y chucherías de 64 años, y un contacto de varios pandilleros. [lower-alpha 6] El edificio tenía un sótano que, según calculó el grupo, estaba al mismo nivel que la bóveda del banco.

## Robo

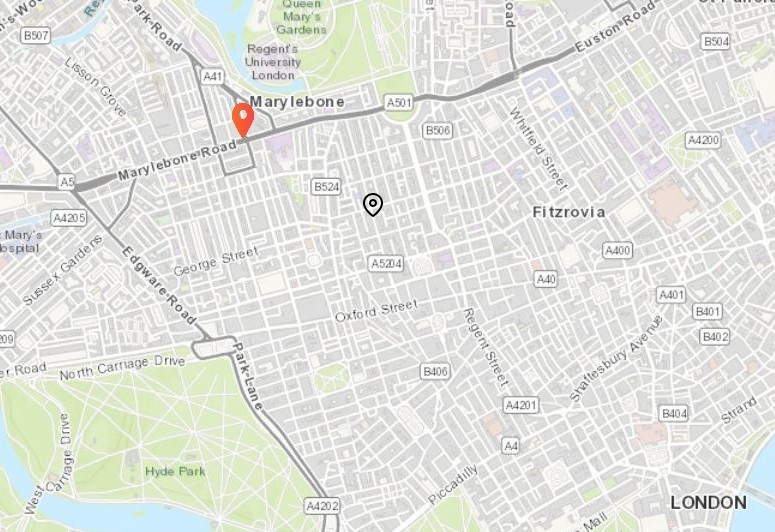
Lugares relevantes para el robo:
– Lloyds Bank, 187 Baker Street
– Ubicación aproximada del piso de Robert Rowlands en Wimpole Street.

Las obras viales cercanas significaron que las alarmas vibratorias en el piso de la bóveda se apagaron después de varias falsas alarmas. Un miembro de la empresa de seguridad local alertó a la banda sobre el momento de la excavación y cuando se activaron las alarmas. Los trabajos en el túnel comenzaron el viernes por la tarde del feriado bancario de agosto de 1971 y continuaron hasta el 10 de septiembre de 1971. Para evitar ser escuchados, excavaron sólo durante los fines de semana. Gavin dirigió la excavación del túnel desde Le Sac hasta debajo del piso de la bóveda. Más tarde dijo que perdió 2 stones (13 kg) en el proceso. El agujero de entrada que él, Tucker y un tercer pandillero crearon en Le Sac era 15 pulgadas (38,1 cm) de ancho y hasta 6 pulgadas (15,2 cm) de hormigón. Gavin cavó hasta llegar a las paredes del sótano del Chicken Inn, luego cavó y continuó debajo del edificio, usando el piso del sótano como techo del túnel. El túnel tenía 40 pies (12,2 m) de largo cuando terminó, y al final, debajo de la bóveda, la cuadrilla creó una cavidad de 7 x 4 x 5 pies (2,1 x 1,2 x 1,5 m). La excavación creó 8 toneladas largas (8,1 t) de residuos, que fueron transportados de nuevo a Le Sac y arrojados hacia la parte trasera del local. El túnel, que no necesitaba soportes, fue descrito más tarde en el tribunal como «una magnífica obra de ingeniería».
La pandilla comenzó su entrada en la bóveda el viernes 10 de septiembre, después de que el banco cerrara durante el fin de semana. La pandilla colocó a un vigía en una azotea con vista al banco y se mantuvo en contacto mediante walkie-talkies. Su intención era utilizar el gato de 100 toneladas para forzar un agujero en el suelo de hormigón armado de 3 pies (0,9 m) de grosor, sobre el que se colocaron traviesas de ferrocarril para soportarlo. Lo que no sabían era que había un viejo pozo debajo de donde terminaba el túnel, y la presión del gato empujó el fondo del túnel hacia el pozo, en lugar de elevar el piso de la bóveda hacia arriba. La pandilla luego usó la lanza térmica en un intento de cortar el piso; cuando esto falló, perforaron agujeros en la parte inferior del piso de la bóveda y los llenaron con gelignita. El sábado, la banda coordinó la explosión de los explosivos con el movimiento del tráfico en la zona para enmascarar el ruido. Un agujero de 12 pulgadas (30,5 cm) de diámetro se abrió a través del piso y dentro de la bóveda. Se limpió el túnel de los escombros creados y se ensanchó el agujero con un martillo y un cincel. Cuando terminaron, la salida del túnel medía 12 por 14 pulgadas (30,5 por 35,6 cm).
Alrededor de las 11:00 pm del sábado 11 de septiembre Robert Rowlands, un entusiasta de la radioafición que vivía en un apartamento en Wimpole Street, a media milla (800 m) lejos de la sucursal de Lloyds, captó las conversaciones por walkie-talkie de la pandilla. Escuchó comentarios por la radio que le hicieron pensar que estaban robando una tabaquería local. A las 11:30 pm, llamó a la policía; el oficial de policía local pensó que era una llamada de broma y le dijo a Rowlands que debería grabar la conversación si escuchaba algo interesante. Rowlands pensó que era una buena idea, así que utilizó una pequeña grabadora para grabar las conversaciones. Alrededor de la medianoche grabó el diálogo entre la pandilla dentro de la tienda y el vigía cercano sobre su necesidad de tomar un descanso:

Primera voz: Right, well listen carefully. We want you to mind for one hour from now until approximately one o'clock and then to go off the air, get some sleep and come on the air with both radios at six o'clock in the morning.
Segunda voz: I suggest we carry on tonight, mate, and get it done with.

Primera voz: Look, the place is filled with fumes where we was cutting. And if the Security come in and smell the fumes we are all going to take stoppo and none of us have got nothing. Whereas this way we have all got 300 grand to cut up when we come back in the morning. And if Security have naused it for us, well at least we have got something.
Primera voz: Bien, escucharemos atentamente. Queremos que se preocupen durante una hora a partir de ahora hasta aproximadamente la una y luego salgan del aire, duerman un poco y salgan al aire con ambas radios a las seis de la mañana.

Segunda voz: Sugiero que sigamos esta noche, amigo, y acabemos con esto de una vez.

Primera voz: Mira, el lugar donde estábamos cortando está lleno de humo. Y si la Seguridad entra y huele los humos, todos vamos a parar y ninguno de nosotros tendrá nada. Mientras que de esta manera todos tenemos 300 de los grandes para repartir cuando volvamos por la mañana. Y si Seguridad nos ha dado problemas, bueno, al menos tenemos algo.

El desacuerdo entre el vigía y la pandilla continuó por un tiempo, y el vigía dijo: «Money may be your God, but it's not mine, and I'm fucking off!» («¡El dinero puede ser tu Dios, pero no es mío, y me voy a la mierda!»). Finalmente, después de la entrada de la voz de una mujer y una cuarta persona que parecía tener más influencia que los demás, el vigía acordó permanecer en el techo durante la noche. El vigía también recibió una actualización sobre el progreso que habían logrado en la apertura de las cajas de seguridad: «Hemos hecho el 90 por ciento de las fáciles y ahora nos enfrentamos a las difíciles».
A las 2:00 am Rowlands decidió que tenía suficiente material grabado para llamar a la policía nuevamente; no volvió a ponerse en contacto con su emisora local, sino que llamó directamente a Scotland Yard. Scotland Yard envió miembros del Flying Squad a escuchar las cintas y confirmaron que pensaban que se estaba produciendo un robo. Los oficiales se quedaron con Rowlands hasta las 8:30. am del domingo 12 de septiembre cuando la pandilla regresó a la tienda y llamó por radio al vigía. Uno de los pandilleros en la tienda le agradeció por quedarse en el techo toda la noche y le informó que planeaban terminar el trabajo temprano esa tarde. En un momento de la mañana, un camarero del restaurante Chicken Inn escuchó ruidos dentro del banco y miró por las ventanas del edificio para ver si se podía ver algo. Poco después, Rowlands y los policías que escuchaban escucharon la última transmisión de radio «Would you like to change to the other channel, over» («¿Le gustaría cambiar al otro canal? Cambio»). Rowlands cree que este fue el código para salir del banco.
La policía se puso en contacto con el personal del banco y las empresas de seguridad locales para abrir sus sucursales y comenzaron a inspeccionar 750 bancos en un radio de 8 millas (12,9 km). Cada sucursal fue visitada tanto por personal del banco como por la policía. Visitaron la sucursal de Lloyds en Baker Street a las 3:30 pm del 12 de septiembre. Encontraron la bóveda segura; No pudieron abrir la bóveda para comprobarlo porque estaba bloqueada con una cerradura por tiempo. No se sabe si la pandilla todavía estaba en la bóveda en ese momento, aunque la policía sospecha que sí, pero guardaron silencio tras una advertencia del vigía.
Durante el robo se abrieron 268 cajas de seguridad, aproximadamente una cuarta parte de las cajas presentes; la pandilla no intentó forzar la caja fuerte del banco. Lord Hailsham era dueño de una de las cajas del banco; en el momento del robo era Lord canciller, el miembro de mayor rango del poder judicial. Las estimaciones de las cantidades robadas varían entre £ 150 000 (equivalente a £ 1879671 actualmente) y casi £4 millones (equivalente a £ 60149487 actualmente).[lower-alpha 8] [lower-alpha 9] Debido a la forma en que la pandilla comunicó el robo, pronto fue apodado the walkie-talkie job («el trabajo del walkie-talkie»).

## Secuelas

### Investigación
Inicialmente se impuso un bloqueo informativo sobre los mensajes de radio para evitar que los ladrones supieran que la policía había escuchado sus conversaciones, pero esto se levantó el lunes 13 de septiembre. Esa mañana, el personal del banco abrió la bóveda y descubrió que habían sido robadas. La policía encontró la lanza térmica, los walkie-talkies y otras herramientas, incluido un soplete de oxiacetileno, en el taller. Se registraron y examinaron ochocientas pruebas forenses. La policía anunció que estaban buscando a cuatro hombres y una mujer. Pensaron que durante el robo la mujer actuaba como controladora, radicada en un lugar distinto al del vigía y la pandilla. Posteriormente, la policía amplió su búsqueda para incluir a otras cinco personas. El banco proporcionó a la policía los nombres de 260 propietarios de cajas; otros ocho se negaron a permitir que se divulgaran sus nombres.
En el caso trabajaron hasta 120 detectives, organizados en cuatro equipos: uno que examinaba la escena, otro que contactaba con los propietarios conocidos de las cajas de seguridad, uno que se ocupaba de la coordinación desde el centro de control y un equipo que se ocupaba de todas las consultas externas. La policía pronto identificó a Wolfe en los documentos del contrato de arrendamiento y, en cuatro días, la policía tenía una lista de posibles sospechosos que estaban investigando. Los informantes proporcionaron los nombres de dos de los miembros de la pandilla y detalles incompletos de un pub que había sido tomado por otro miembro. La policía estableció la conexión entre un pub recién adquirido y Gavin. Después de varias semanas de vigilancia e investigación, la policía había identificado a Wolfe, Gavin, Stephens y Tucker como las personas clave a arrestar, pero también querían hablar con otras tres o cuatro personas que pensaban que estaban involucradas. Uno de los interesados vivía en Francia e Italia desde octubre de 1971; no existían acuerdos de extradición para solicitar a la policía extranjera que organizara su regreso a Gran Bretaña.
Hacia finales de octubre de 1971, los equipos de vigilancia policial vieron a Tucker entregar una bolsa a dos hombres, Abdullah Hashan Gangji y su sobrino Ackbar Mohammad Ali Gangji. Los dos fueron arrestados y se confiscaron 32 000 libras esterlinas en billetes. Wolfe, Gavin, Stephens y Tucker también fueron detenidos en los dos días siguientes. La policía recuperó £ 231 000 (equivalente a £ 3473633 actualmente) que identificaron como robadas de la bóveda. [lower-alpha 10]
Después del final de la investigación, Scotland Yard consideró procesar a Rowlands en virtud de la Ley de Telegrafía Inalámbrica de 1967 por escuchar transmisiones sin licencia, pero no se presentaron cargos contra él. Poco después del caso judicial, Lloyds Bank le envió un cheque por £ 2500 (equivalente a £ 37593 actualmente) para agradecerle por sus acciones. [lower-alpha 11]

### Caso en la corte
Los dos Gangji permanecieron bajo custodia hasta el 16 de noviembre, cuando se fijó una fianza de £ 75 000 (equivalente a £ 1127803 actualmente). [lower-alpha 12] Tucker, Gavin y Stephens fueron puestos en prisión preventiva bajo fianza de £ 30 000 (equivalente a £ 451121 actualmente) cada uno por cargos relacionados con el robo. [lower-alpha 13] Poco después, las aseguradoras del banco ofrecieron una recompensa de £ 30 000 por información que condujera a más arrestos.
El juicio de los cuatro pandilleros y los dos Gangjis comenzó el 2 de enero de 1973. Stephens, Tucker, Wolfe y Gavin fueron acusados de irrumpir en el banco y robar el contenido de las cajas de seguridad—valoradas en un mínimo de £1,5 millones—y de posesión de explosivos; Los dos Gangjis fueron acusados de manipular bienes robados. Stephens, Tucker y Gavin se declararon culpables, Wolfe y los dos Gangjis se declararon inocentes. Los dos Gangji declararon que actuaban como mensajeros para una casa financiera con sede en Suiza involucrada en la compra de libras esterlinas. Wolfe afirmó que después de firmar el contrato de arrendamiento de Le Sac, solo había regresado a la tienda una vez, para recoger el correo, y que se sorprendió al escuchar la noticia sobre el robo. El juicio terminó el 23 de enero de 1973 y las sentencias se dictaron tres días después. Los dos Gangjis fueron declarados inocentes, Stephens, Tucker y Gavin recibieron sentencias de doce años cada uno; Wolfe recibió ocho años, menos que los demás debido a su edad.

### Lloyds
En marzo de 1973, 64 de aquellos cuyas cajas de seguridad habían sido forzadas demandaron a Lloyds por £ 500 000 (equivalente a £ 6432937 actualmente). [lower-alpha 14] El caso se abrió en el Tribunal Superior en 1977, momento en el que había 138 demandantes que pedían una indemnización de £ 660 000 (equivalente a £ 4362390 actualmente). [lower-alpha 15] Un testigo, un joyero jubilado, contó cómo identificó algunas de sus propiedades que habían sido recuperadas por la policía. Caminó alrededor de las mesas dispuestas en el banco, sobre las cuales se colocaron varios artículos; él y otras veinte personas estaban sin supervisión mientras hacían esto. Se dio cuenta de un solo diamante que fácilmente podría haber sido robado y que estimó que valía entre £ 3000 y £ 4000 al precio de 1971 (equivalentes a entre £ 45112 y £ 60149 actualmente). [lower-alpha 16] Otro cliente se quejó de haber visto un anillo en una papelera, de que era muy fácil robar algunos de los objetos más pequeños, si se quería, y de que uno de los empleados del banco le había dicho que dos personas habían intentado reclamar el mismo par de candelabros. Cuatro días después del inicio del juicio, el juez visitó el banco y las salas donde se había expuesto la propiedad. Al día siguiente aplazó el caso; no se dio ninguna razón y no se fijó ninguna fecha para reanudar el procedimiento.

## Rumores
Han circulado varios rumores sobre el robo. Una es que el gobierno emitió una Notificación D (una solicitud formal para que los medios no publicaran una historia sobre un tema específico por razones de seguridad nacional) para detener la publicación de cualquier noticia. La reclamación es desestimada por Duncan Campbell, quien escribe que «ni siquiera se solicitó ninguna Notificación D, y mucho menos se concedió»; el periodista Graeme McLagen observa que hubo un embargo de noticias el domingo—mientras el robo aún estaba en progreso—pero que los hechos fueron ampliamente informados durante los días siguientes. Otro rumor es que una de las cajas de seguridad contenía fotografías comprometedoras de princesa Margarita y el actor y criminal John Bindon. Campbell describe la historia como «una tontería alegre». Un tercer rumor es que la pandilla descubrió fotografías de un miembro del gabinete de ministros conservador abusando de niños y las dejó para que la policía las encontrara, pero no se tomó ninguna medida.

## Legado

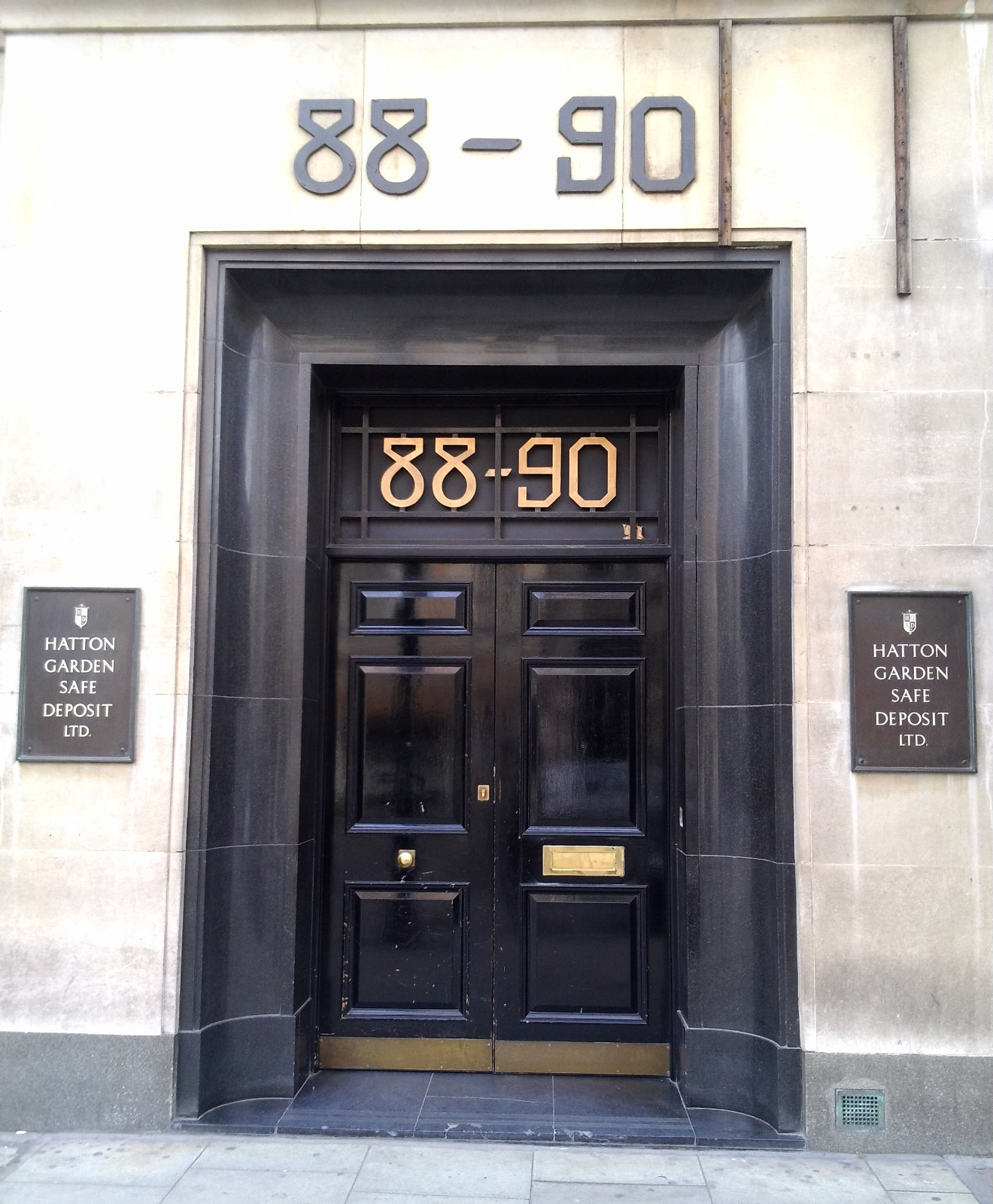
Escena del robo a la caja fuerte de Hatton Garden en 2015.

En 1976, James Humphreys, un pornógrafo del Soho y propietario de un club de estriptis, alegó que unos agentes de policía le habían robado 1 millón de libras esterlinas en gemas «como su parte» del robo. Al año siguiente, el comandante Bert Wickstead, un oficial superior de Scotland Yard, fue designado para dirigir una investigación sobre las acusaciones.
En 2011, The Baker Street Robbery, un documental sobre el robo, fue transmitido en The History Channel; el programa incluyó una entrevista con Robert Rowlands y las grabaciones que realizó del robo. En 2023, la serie del canal History History's Greatest Heists utilizó recreaciones dramatizadas en un documental del robo. Una versión ficticia del robo es el tema de la película de 2008 The Bank Job, que utiliza la historia de que el crimen fue preparado (o luego encubierto) por el MI5 para asegurar las fotografías comprometedoras de la princesa Margarita, que fueron guardadas en una caja de depósito en el banco por el radical trinitense Michael X. La publicidad de la película destacó muchos de los rumores, alimentándolos y reforzándolos:
[la pandilla] ... saquearon cajas de seguridad con dinero en efectivo y joyas por valor de millones y millones de libras. Nada de eso fue recuperado. Nunca nadie fue arrestado. El robo fue noticia durante unos días y luego desapareció, como resultado de una Notificación 'D' del gobierno del Reino Unido, que amordazó a la prensa. Esta película revela lo que se escondía en esas cajas. La historia involucra asesinato, corrupción y un escándalo sexual con vínculos con la Familia Real, una historia en la que los ladrones eran las personas más inocentes involucradas.
El robo a la caja fuerte de Hatton Garden en 2015 se parece mucho al robo en Baker Street. Fue dirigido por Brian Reader, se llevó a cabo durante un fin de semana e implicó irrumpir en una bóveda que contenía cajas de seguridad, aunque en este caso los ladrones utilizaron un taladro pesado para entrar a través de una pared.
Aunque muchos de los registros relacionados con el robo en el banco fueron publicados por los Archivos Nacionales en 2013, aproximadamente 800 páginas de información permanecen cerradas; está previsto que estén disponibles para su visualización en enero de 2071.

#### Libros
- Bowers, Gordon (2016). The Great Diamond Heist – The Incredible True Story of the Hatton Garden Diamond Geezers. London: John Blake. ISBN 978-1-78606-078-5.
- Campbell, Duncan (2019). Underworld: The Definitive History of Britain's Organised Crime (Kindle edición). London: Ebury Publishing. ISBN 978-1-4735-6609-5.
- Clarkson, Wensley (2016). Sexy Beasts: The Inside Story of the Hatton Garden Heist. London: Quercus. ISBN 978-1-78429-815-9.
- Dalzell, Tom; Victor, Terry (2015). The New Partridge Dictionary of Slang and Unconventional English. Abingdon, Oxfordshire: Routledge. ISBN 978-1-317-37252-3.
- Morris, Jim (2017). The Who's Who of British Crime in the Twentieth Century. Stroud, Gloucestershire: Amberley Publishing. ISBN 978-1-4456-7202-1.
- Pettifor, Tom; Sommerlad, Nick (2016). One Last Job. London: Mirror Books. ISBN 978-1-910335-45-1.
- Woodland, David I. (2015). Crime and Corruption at The Yard: Downfall of Scotland Yard. Barnsley, South Yorkshire: Pen and Sword. ISBN 978-1-4738-3385-2.